# ميروسلاف جابلونسكي
ميروسلاف جابلونسكي (بالبولندية: Mirosław Jabłoński)‏ هو لاعب كرة قدم بولندي في مركز الدفاع، ولد في 16 سبتمبر 1950 في وارسو في بولندا. لعب مع ليغيا وارسو.